# Гостовський
Го́стовський (рос. Гостовский) — селище у складі Шабалінського району Кіровської області, Росія. Адміністративний центр Гостовського сільського поселення.
Населення становить 628 осіб (2010, 821 у 2002).
Національний склад станом на 2002 рік — росіяни 98 %.